# Beringin (Beringin)
Beringin is een bestuurslaag in het regentschap Deli Serdang van de provincie Noord-Sumatra, Indonesië. Beringin telt 7407 inwoners (volkstelling 2010).